# مورغان سنو
مورغان سنو (بالإنجليزية: Morgan Snow)‏ هي منافسة ألعاب القوى أمريكية، ولدت في 26 يوليو 1993 في أتلانتا في الولايات المتحدة.

## وصلات خارجية
- مورغان سنو على موقع الاتحاد الدولي لألعاب القوى (الإنجليزية)
- مورغان سنو على موقع TFRRS.org (الإنجليزية)